# Юнацька збірна Гібралтару з футболу (U-17)
Юнацька збірна Гібралтару з футболу (U-17) — національна футбольна збірна Гібралтару, що складається із гравців віком до 17 років. Керівництво командою здійснює Футбольна асоціація Гібралтару.
Головним континентальним турніром для команди є Юнацький чемпіонат Європи з футболу (U-17), успішний виступ на якому дозволяє отримати путівку на Чемпіонат світу (U-17). Також може брати участь у товариських і регіональних змаганнях.

## Виступи на міжнародних турнірах

### Юнацький чемпіонат Європи (U-17)
| Статистика чемпіонатів світу (U-17) | Статистика чемпіонатів світу (U-17) | Статистика чемпіонатів світу (U-17) | Статистика чемпіонатів світу (U-17) | Статистика чемпіонатів світу (U-17) | Статистика чемпіонатів світу (U-17) | Статистика чемпіонатів світу (U-17) | Статистика чемпіонатів світу (U-17) | Статистика чемпіонатів світу (U-17) | Статистика чемпіонатів світу (U-17) |                    | Статистика відбору | Статистика відбору | Статистика відбору | Статистика відбору | Статистика відбору | Статистика відбору |
| Рівень                              | Рік                                 | Раунд                               | Місце                               | І                                   | В                                   | Н                                   | П                                   | Г+                                  | Г-                                  | І                  | В                  | Н                  | П                  | Г+                 | Г-                 |                    |
| ----------------------------------- | ----------------------------------- | ----------------------------------- | ----------------------------------- | ----------------------------------- | ----------------------------------- | ----------------------------------- | ----------------------------------- | ----------------------------------- | ----------------------------------- | ------------------ | ------------------ | ------------------ | ------------------ | ------------------ | ------------------ | ------------------ |
| U-16                                | 1985 до 1989                        | Не був членом ФІФА                  | Не був членом ФІФА                  | Не був членом ФІФА                  | Не був членом ФІФА                  | Не був членом ФІФА                  | Не був членом ФІФА                  | Не був членом ФІФА                  | Не був членом ФІФА                  | Не був членом ФІФА | Не був членом ФІФА | Не був членом ФІФА | Не був членом ФІФА | Не був членом ФІФА | Не був членом ФІФА |                    |
| U-17                                | 1991 до 2015                        | Не був членом ФІФА                  | Не був членом ФІФА                  | Не був членом ФІФА                  | Не був членом ФІФА                  | Не був членом ФІФА                  | Не був членом ФІФА                  | Не був членом ФІФА                  | Не був членом ФІФА                  | Не був членом ФІФА | Не був членом ФІФА | Не був членом ФІФА | Не був членом ФІФА | Не був членом ФІФА | Не був членом ФІФА |                    |
| U-17                                | 2017                                | не мала права участі                | не мала права участі                | не мала права участі                | не мала права участі                | не мала права участі                | не мала права участі                | не мала права участі                | не мала права участі                | —                  | —                  | —                  | —                  | —                  | —                  |                    |
| U-17                                | 2019                                | не кваліфікувалася                  | не кваліфікувалася                  | не кваліфікувалася                  | не кваліфікувалася                  | не кваліфікувалася                  | не кваліфікувалася                  | не кваліфікувалася                  | не кваліфікувалася                  | 3                  | 0                  | 0                  | 3                  | 0                  | 27                 |                    |
| U-17                                | 2021                                | не визначено                        | не визначено                        | не визначено                        | не визначено                        | не визначено                        | не визначено                        | не визначено                        | не визначено                        | не визначено       | не визначено       | не визначено       | не визначено       | не визначено       | не визначено       | не визначено       |
| Усього                              | Усього                              | —                                   | 0/18                                | 0                                   | 0                                   | 0                                   | 0                                   | 0                                   | 0                                   | 3                  | 0                  | 0                  | 3                  | 0                  | 27                 |                    |

| Статистика чемпіонатів Європи (U-17) | Статистика чемпіонатів Європи (U-17) | Статистика чемпіонатів Європи (U-17) | Статистика чемпіонатів Європи (U-17) | Статистика чемпіонатів Європи (U-17) | Статистика чемпіонатів Європи (U-17) | Статистика чемпіонатів Європи (U-17) | Статистика чемпіонатів Європи (U-17) | Статистика чемпіонатів Європи (U-17) | Статистика чемпіонатів Європи (U-17) |                    | Статистика відбору | Статистика відбору | Статистика відбору | Статистика відбору | Статистика відбору | Статистика відбору |
| Рівень                               | Рік                                  | Раунд                                | Місце                                | І                                    | В                                    | Н                                    | П                                    | Г+                                   | Г-                                   | І                  | В                  | Н                  | П                  | Г+                 | Г-                 |                    |
| ------------------------------------ | ------------------------------------ | ------------------------------------ | ------------------------------------ | ------------------------------------ | ------------------------------------ | ------------------------------------ | ------------------------------------ | ------------------------------------ | ------------------------------------ | ------------------ | ------------------ | ------------------ | ------------------ | ------------------ | ------------------ | ------------------ |
| U-17                                 | 2002 до 2013                         | Не був членом УЄФА                   | Не був членом УЄФА                   | Не був членом УЄФА                   | Не був членом УЄФА                   | Не був членом УЄФА                   | Не був членом УЄФА                   | Не був членом УЄФА                   | Не був членом УЄФА                   | Не був членом УЄФА | Не був членом УЄФА | Не був членом УЄФА | Не був членом УЄФА | Не був членом УЄФА | Не був членом УЄФА |                    |
| U-17                                 | 2014                                 | не кваліфікувалася                   | не кваліфікувалася                   | не кваліфікувалася                   | не кваліфікувалася                   | не кваліфікувалася                   | не кваліфікувалася                   | не кваліфікувалася                   | не кваліфікувалася                   | 3                  | 0                  | 0                  | 3                  | 2                  | 14                 |                    |
| U-17                                 | 2015                                 | не кваліфікувалася                   | не кваліфікувалася                   | не кваліфікувалася                   | не кваліфікувалася                   | не кваліфікувалася                   | не кваліфікувалася                   | не кваліфікувалася                   | не кваліфікувалася                   | 3                  | 0                  | 1                  | 2                  | 0                  | 9                  |                    |
| U-17                                 | 2016                                 | не кваліфікувалася                   | не кваліфікувалася                   | не кваліфікувалася                   | не кваліфікувалася                   | не кваліфікувалася                   | не кваліфікувалася                   | не кваліфікувалася                   | не кваліфікувалася                   | 3                  | 0                  | 0                  | 3                  | 2                  | 16                 |                    |
| U-17                                 | 2017                                 | не кваліфікувалася                   | не кваліфікувалася                   | не кваліфікувалася                   | не кваліфікувалася                   | не кваліфікувалася                   | не кваліфікувалася                   | не кваліфікувалася                   | не кваліфікувалася                   | 3                  | 0                  | 0                  | 3                  | 1                  | 7                  |                    |
| U-17                                 | 2018                                 | не кваліфікувалася                   | не кваліфікувалася                   | не кваліфікувалася                   | не кваліфікувалася                   | не кваліфікувалася                   | не кваліфікувалася                   | не кваліфікувалася                   | не кваліфікувалася                   | 3                  | 0                  | 0                  | 3                  | 0                  | 23                 |                    |
| U-17                                 | 2019                                 | не кваліфікувалася                   | не кваліфікувалася                   | не кваліфікувалася                   | не кваліфікувалася                   | не кваліфікувалася                   | не кваліфікувалася                   | не кваліфікувалася                   | не кваліфікувалася                   | 3                  | 0                  | 0                  | 3                  | 0                  | 27                 |                    |
| U-17                                 | 2020                                 | не кваліфікувалася                   | не кваліфікувалася                   | не кваліфікувалася                   | не кваліфікувалася                   | не кваліфікувалася                   | не кваліфікувалася                   | не кваліфікувалася                   | не кваліфікувалася                   | 3                  | 0                  | 0                  | 3                  | 1                  | 20                 |                    |
| Total                                | Total                                | —                                    | 0/38                                 | 0                                    | 0                                    | 0                                    | 0                                    | 0                                    | 0                                    | 21                 | 0                  | 1                  | 20                 | 6                  | 116                |                    |